# 維利希
维利希（發音：[ˈvɪlɪç] ⓘ）是德国北莱茵-威斯特法伦州杜塞尔多夫行政区菲尔森县的城市，总面积67.8平方千米，2023年12月31日总人口为50,212人。維利希緊鄰杜塞爾多夫、門興格拉德巴赫和克雷費爾德，距荷蘭有30公里。許多國際大企業，特別是來自東亞的大企業將他們的德國總部設在維利希。

## 历史
維利希于1970年設市。1815年拿破崙戰爭后，維利希即屬普魯士王國。